# Andreas Gryphius

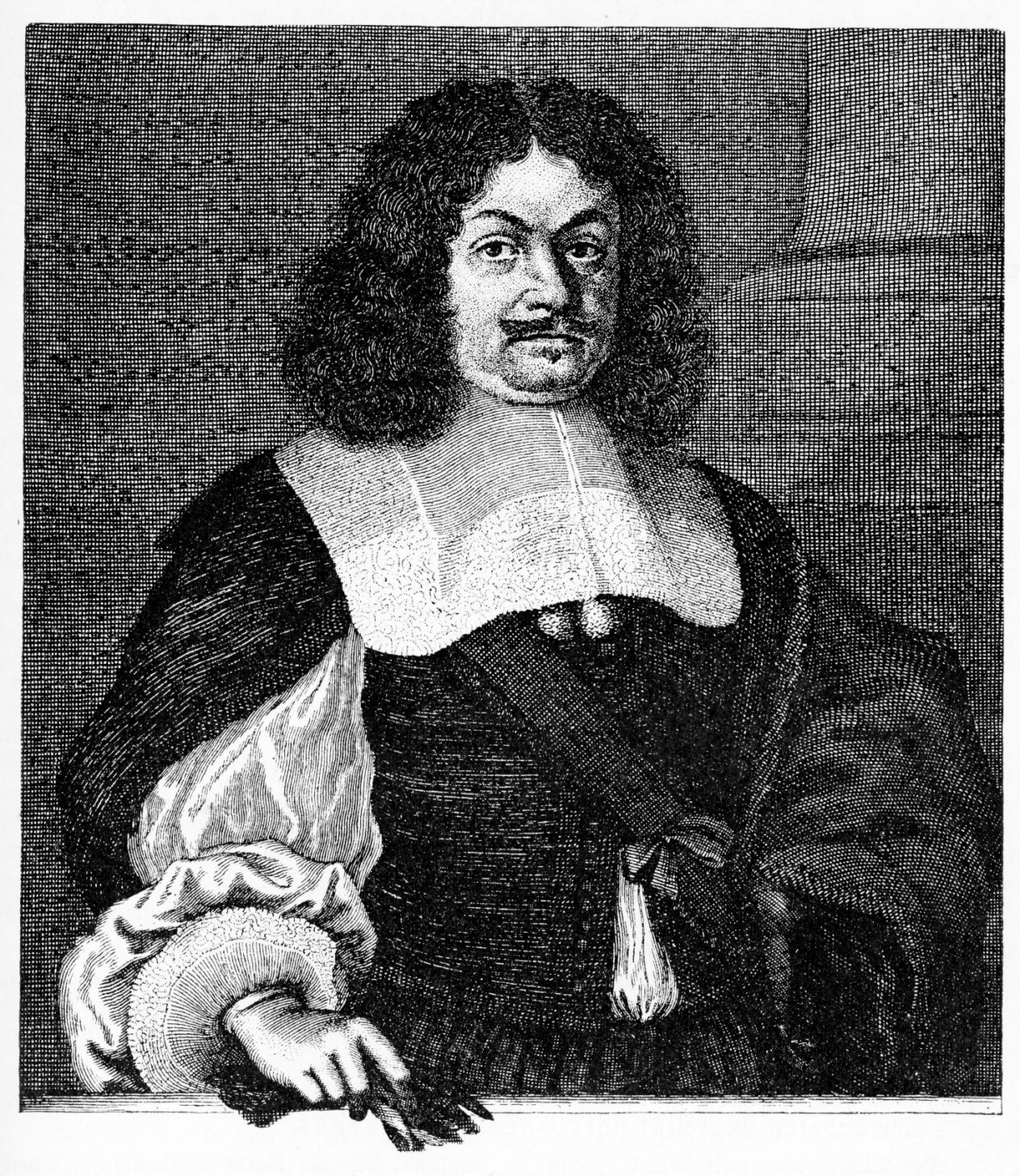
Andreas Gryphius, Kupferstich von Philipp Kilian

Andreas Gryphius (* 2. Oktober 1616 in Glogau, Fürstentum Glogau; † 16. Juli 1664 ebendort; eigentlich Andreas Greif) war ein deutscher Dichter und Dramatiker des Barocks. Mit seinen sprachgewaltigen Sonetten, welche „das Leiden, Gebrechlichkeit des Lebens und der Welt“ beinhalten, gilt Gryphius als der bedeutendste Lyriker des deutschen Barocks.

## Leben

### Herkunft und Ausbildung
Gryphius war der jüngste Sohn des lutherischen Archidiakons Paul Greif († 1621) aus Glogau (seit 1945 Głogów, Polen). Etwa ein Jahr nach dem Tode seines Vaters heiratete seine Mutter Anna den Michael Eder. Dieser war Lehrer an der evangelischen Glogauer Stadtschule, die auch der junge Gryphius besucht hatte. 1625 entging der neunjährige Gryphius dem Tod durch Ertrinken. Ende Oktober 1628, kurz nachdem Gryphius’ Mutter an Schwindsucht (Tuberkulose) gestorben war, begann der kaiserliche Landeshauptmann mit der Rekatholisierung Glogaus. Hunderte von Protestanten, darunter auch Gryphius’ Stiefvater Eder, wurden vertrieben. Gryphius musste, wie alle Knaben unter 15 Jahren, zunächst in der Stadt bleiben, konnte jedoch Ende des Jahres seinem Stiefvater nach Driebitz bei Fraustadt folgen, einem kleinen Dorf auf polnischem Gebiet.
In den folgenden dreieinhalb Jahren versuchte Gryphius vergeblich, in Görlitz und Glogau wieder eine Schule zu besuchen. Erst im Sommer 1632 konnte er sein Leben im damals polnischen Fraustadt einigermaßen geregelt fortsetzen. Polen war religiös toleranter und von den Wirren und Verheerungen des Dreißigjährigen Krieges verschont geblieben. Michael Eder war seit 1631 lutherischer Pfarrer in Fraustadt und hatte damit die Aufsicht über das dortige Gymnasium. Gryphius besuchte dieses Gymnasium zwei Jahre lang und trat erstmals als Autor an die Öffentlichkeit – als Verfasser des lateinischen Epos Herodes. Deklamationen, Disputationen, Schultheater und eigene poetische Produktionen, alles in lateinischer Sprache, gehörten zum zeittypischen Schulbetrieb, mit dem gedruckten Werk jedoch trat Gryphius aus dem Schulbereich heraus und als eigenständiger Dichter in Erscheinung.
In den Jahren 1634 bis 1636 studierte er am Akademischen Gymnasium Danzig – für den jungen Mann aus der schlesischen Provinz war dies eine neue Welt. Danzig war eine weltoffene, florierende Handelsstadt, in der die konfessionellen Gegensätze nicht mit Waffen, sondern mit Worten ausgetragen wurden. Gryphius begegnete hier durch den am Gymnasium lehrenden Mathematiker und Astronomen Peter Crüger, der auch Poesie unterrichtete, dem naturwissenschaftlich-empirischen Weltbild Galileis und Johannes Keplers und den neuesten Entwicklungen auf dem Gebiet der Poetik. In der Danziger Zeit entstand ein zweites lateinisches Herodes-Epos, gewidmet den Danziger Ratsherren, und der Parnassus Renovatus, gewidmet seinem späteren Gönner Schönborn; außerdem schrieb Gryphius wohl schon einige der Sonette, die 1637 im polnischen Lissa gedruckt wurden (Lissaer Sonette).
Nach Abschluss des Danziger Gymnasiums ging er als Hauslehrer auf das Gut des Georg Schönborn, Ritter von Schönborn, in der Nähe von Freystadt in Schlesien, wo sein Bruder Paul evangelischer Pfarrer war. Der zweijährige Aufenthalt auf dem Gut des bekannten Juristen und ehemaligen kaiserlichen Beamten verlief wegen der hypochondrischen und paranoiden Persönlichkeitsstruktur des Hausherrn vermutlich nicht immer spannungsfrei, Gryphius fand jedoch in der reichhaltigen Bibliothek einen Rückzugsraum und Gelegenheit zum Selbststudium. Den verheerenden Brand von Freystadt in der Nacht vom 8. auf den 9. Juli 1637 schilderte er in dem längsten von ihm je verfassten deutschsprachigen Prosaband, der noch im Winter 1637 unter dem Titel Fewrige Freystadt publiziert wurde. Mit diesem Bericht, der auf seinen eigenen und den Beobachtungen weiterer Augenzeugen beruhte, machte sich Gryphius viele Feinde, weil er nicht nur die kriegsbedingte Lage Freystadts realistisch schilderte, sondern auch das Versagen der städtischen Obrigkeit bei der Brandbekämpfung kritisierte.

### Studium

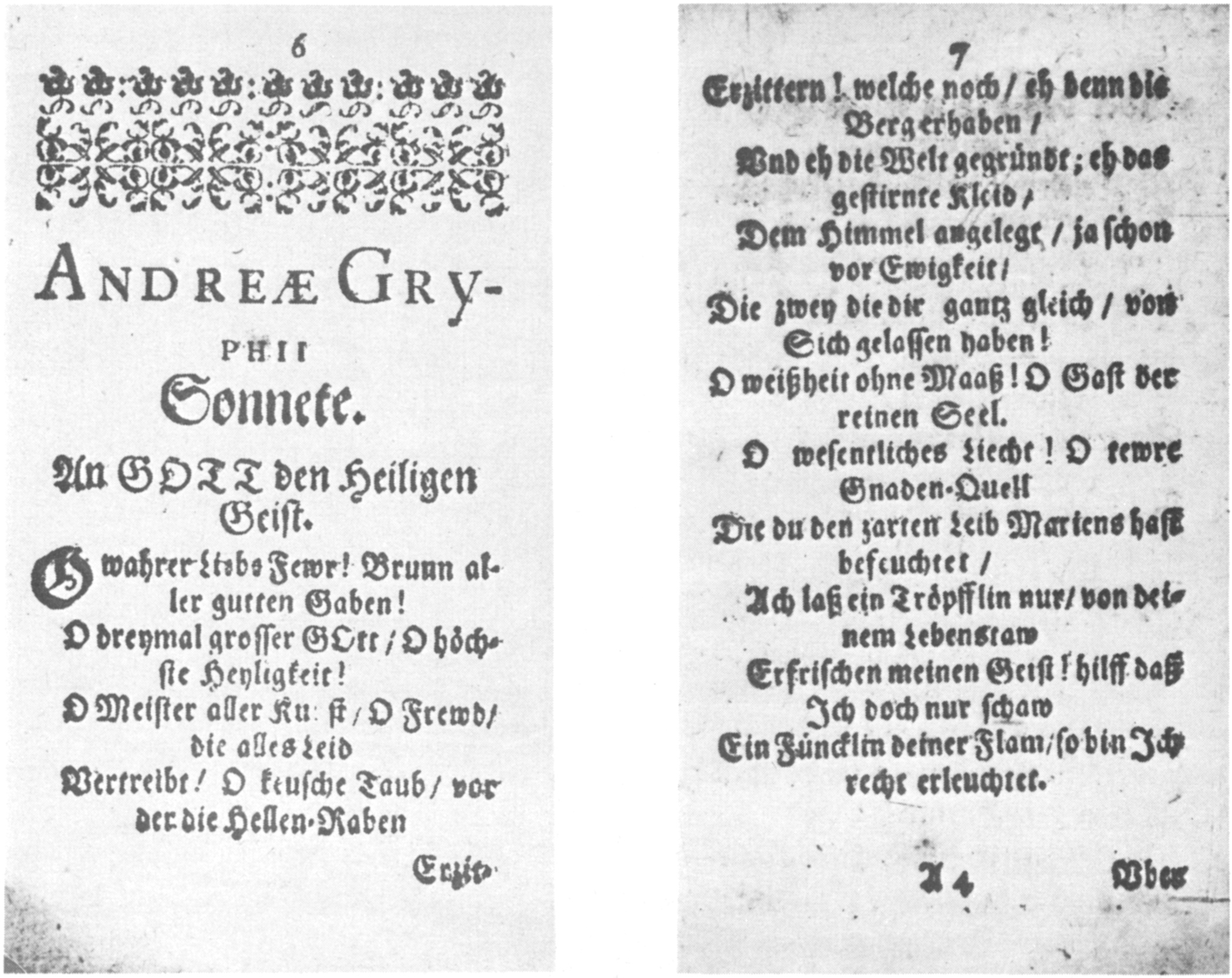
Gryphius: An GOTT den Heiligen Geist, aus dem Erstdruck der Sonette von 1637

Nach dem Tod seines Gönners Schönborn im Dezember 1637 begleitete Gryphius im Frühjahr 1638 zwei von dessen Söhnen zum Studium an die niederländische Universität Leiden, wegen der Kriegswirren mit dem Schiff von Danzig aus über die stürmische Ost- und Nordsee. Die Niederlande waren während dieses „goldenen Jahrhunderts“ geprägt von einem selbstbewussten, liberalen Bürgertum, religiöser Toleranz und einem beispiellosen Wirtschaftswachstum. Die Handwerkerstadt Leiden, in der westlichen Provinz Holland gelegen, hatte nach einer Volkszählung von 1622 45.000 Einwohner. Sie bildete den Kern eines städtischen Ensembles (Haarlem, Amsterdam, Utrecht, Gouda, Delft), das in Europa einmalig war. Die 1575, zu Beginn des niederländischen Freiheitskampfes gegen Spanien gegründete Leidener Universität galt als eine der modernsten und fortschrittlichsten in ganz Europa.
Während Gryphius’ sechsjähriger Studienzeit lehrten dort viele bekannte Wissenschaftler, u. a. trug René Descartes seine neue Philosophie vor. Gryphius war als studiosus philosophiae immatrikuliert, studierte aber nicht nur ein einziges Fach, sondern beschäftigte sich mit den verschiedensten wissenschaftlichen Disziplinen und hielt selbst akademische Übungen ab, wahrscheinlich eine Art Repetierkurse. Besonders faszinierten ihn die Sektionen im Theatrum Anatomicum, was 1658, nach seiner Rückkehr in die schlesische Heimat, dazu führte, dass er öffentlich zwei Mumien, die sich im Besitz eines Breslauer Apothekers befanden, sezierte. Mumienteile in Kugelform oder pulverisiert (Mumia) wurden von Ärzten, Badern und Apothekern gegen fast jedes Leiden verabreicht – und versprachen ein lukratives Geschäft. 1640 verstarben sein Bruder Paul und seine Schwester Anna Maria innerhalb weniger Monate; Gryphius selbst erkrankte lebensbedrohlich.
In der Leidener Studienzeit festigte Gryphius seinen Ruf als produktiver Lyriker: er veröffentlichte fünf Gedichtsammlungen, Sonette, Oden und Epigramme. Deutlich wird die Loslösung von der schul-rhetorischen Tradition und die Hinwendung zur deutschen Sprache. Ob Gryphius das Studium mit einer Disputation abschloss, bleibt unklar. In zwei Epigrammen (1643) und (1663) erwähnt er eine Disputation „De igne non elemento“, die verbrannt sei. Eine solche These entspräche der damals aktuellen wissenschaftlichen Diskussion, die die aristotelische Vier-Elemente-Lehre infrage stellte.
Anfang Juni 1644 brach er mit einer Gruppe Adliger aus Pommern zur damals üblichen Kavalierstour durch Frankreich und Italien auf. Dabei ging es vor allem darum, die „Welt“ zu sehen und Kontakte zu knüpfen. Ziele in Frankreich waren die Hauptstadt Paris und die alte Universitätsstadt Angers an der Loire, wo Gryphius möglicherweise den Einzug der aus England geflohenen Königin Henrietta Maria erlebte. Offensichtlich verfolgte er mit großem Interesse den Bürgerkrieg in England, der 1649 in der Hinrichtung König Karls I. gipfelte – und Gryphius zu seinem dritten Trauerspiel Carolus Stuardus inspirierte. Hauptanziehungspunkte in Italien waren Rom, Florenz und Venedig. Der Republik Venedig widmete er das lateinische Epos „Olivetum“, das er in Florenz drucken ließ.
Eine genaue Datierung der einzelnen Reisestationen ist nicht möglich. Ein von Gryphius lateinisch geführtes Tagebuch ist verschollen. Fest steht, dass er mit seinen Reisegefährten irgendwann zwischen April und Oktober 1646 von Venedig nach Straßburg reiste. Bis Mai 1647 hielt er sich an der Universität Straßburg auf, knüpfte Kontakte zu bekannten Gelehrten und schrieb sein erstes Trauerspiel „Leo Armenius“. Den Straßburger Verleger Caspar Dietzel beauftragte er mit einer Gesamtausgabe seiner deutschsprachigen Werke – ein Unternehmen, das nicht zu Ende geführt wurde, weil Dietzel in finanzielle Schwierigkeiten geriet. Ohne Gryphius’ Wissen wurde 1650 von einem Frankfurter Verleger die Gesamtausgabe veröffentlicht. Eine von Gryphius autorisierte Gesamtausgabe kam erst 1657 zustande.
Inzwischen waren die Friedensverhandlungen in Münster und Osnabrück weit vorangeschritten. Dennoch wählte Gryphius mit seiner Reisegruppe nicht den immer noch riskanten Landweg, sondern im Juli 1647 den Seeweg von Amsterdam aus, um über Stettin in die Heimat zurückzukehren. In Stettin beendete er das in Straßburg begonnene zweite Trauerspiel „Catharina von Georgien“. Im November desselben Jahres erreichte er wieder Fraustadt, wo er seinen Stiefvater Michael Eder, gesundheitlich schwer angeschlagen und schon vom Tode gezeichnet, antraf.

### Jurist und Dichter
Nach neunjähriger Abwesenheit war es für Gryphius sicher nicht einfach, in Schlesien wieder Fuß zu fassen. In einem Sonett beklagt er den Tod zahlreicher Freunde und Bekannter. Die zwei folgenden Jahre waren literarisch außerordentlich produktiv. Er schrieb die Trauerspiele „Cardenio und Celinde“ und „Carolus Stuardus“ und die Lustspiele „Peter Squentz“ und „Horribilicribrifax“. Gedruckt erschienen all diese Stücke erst Jahre später, die Trauerspiele in der autorisierten Gesamtausgabe von 1657. Eine überarbeitete und veränderte Fassung des „Carolus Stuardus“ erschien 1663, nachdem Gryphius neue Fakten über das Schicksal Karl Stuarts erfahren hatte. Rufe an verschiedene Universitäten (Frankfurt/Oder, Heidelberg, Uppsala) schlug er aus.
Am 12. Januar 1649 heiratete Gryphius in Fraustadt Rosina Deutschländer, Tochter eines angesehenen Fraustädter Kaufmanns, mit der er vier Söhne und drei Töchter hatte. Sein ältester Sohn Christian Gryphius (29. September 1649 – 6. März 1706) gab 1698 die gesammelten Werke des Vaters heraus. 1650 wurde Gryphius Syndikus der Glogauer Landstände. Seine Aufgabe war es, als Rechtsvertreter der Landstände deren Interessen gegen die zentralistischen und konfessionellen Bestrebungen Habsburgs durchzusetzen. Der Westfälische Friede von 1648 hatte die Protestanten in den Habsburgischen Stammlanden, zu denen das Herzogtum Glogau gehörte, in schwere Bedrängnis gebracht. Nach dreijähriger Recherche in Bibliotheken und Archiven publizierte Gryphius dazu die Schrift „Glogauisches Fürstenthumbs Landes Privilegia aus denn Originalen an tag gegeben“ (Lissa in Großpolen: Funcke, 1653), eine Sammlung von Urkunden, für deren genauen Wortlaut sich Gryphius im Vorwort persönlich verbürgt. Das Amt als Glogauer Syndikus scheint Gryphius stark in Anspruch genommen zu haben, denn erst zwischen 1657 und 1659 entsteht das letzte Trauerspiel Papinian. Gryphius stilisiert den bedeutenden Juristen der Römischen Kaiserzeit zum Märtyrer des Rechts, möglicherweise eine Anspielung auf seine eigene schwierige Position als Rechtsvertreter der Glogauer Landstände, der zwangsläufig in Opposition zur zentralistischen und gegenreformatorischen Politik Kaiser Ferdinands III. (bis 1657) bzw. Leopolds I. geraten musste.
1662 wurde Gryphius durch Herzog Wilhelm IV. von Sachsen-Weimar in die Fruchtbringende Gesellschaft aufgenommen. Sein Gesellschaftsname war der „Unsterbliche“. Im Köthener Gesellschaftsbuch findet sich Gryphius’ Eintrag unter der Nr. 788. Dort ist auch das ihm verliehene Motto „wegen verborgener Kraft“ und das ihm zugedachte Symbol „Orant“ zu finden.
Am 16. Juli 1664 erlitt Andreas Gryphius während einer Versammlung der Glogauer Landstände einen tödlichen Schlaganfall. Die von Baltzer Sigmund von Stosch gehaltene Trauerrede ist eine der wichtigsten Quellen zu Gryphius’ Lebenslauf.

### Werk und Wirkung
Sein Leben war geprägt von den Leiden und Erfahrungen seiner Zeit, speziell dem frühen Verlust seiner Eltern, der Zerstörung Glogaus im Dreißigjährigen Krieg und den damit verbundenen Religionsverfolgungen. Erfüllt von einer tiefen Friedenssehnsucht empfand er die Tragödien seiner Zeit besonders stark.
Gryphius thematisierte in seinen Tragödien und Gedichten das Leid und den moralischen Verfall während der Zeit des Dreißigjährigen Krieges sowie die Unruhe, Einsamkeit und Zerrissenheit der Menschen. Daneben findet sich in seinen Werken der wiederholte Hinweis auf „Eitelkeit“, das für die Epoche des Barock typische Motiv der Vergänglichkeit allen menschlichen Schaffens und Strebens. Exemplarisch dafür sind Gryphius’ Gedichte Es ist alles eitel, Menschliches Elende oder Tränen des Vaterlandes von 1636, in welchem Gryphius eindringlich die Schrecken des Dreißigjährigen Krieges behandelt. Während der nachfolgenden Leidener Studienzeit fasste er seine Gedanken zu dieser ihm lächerlich bis überheblich erscheinenden Eitelkeit in seiner Ode Vanitas! Vanitatum Vanitas! (lat.: Eitelkeit! Der Eitelkeiten Eitelkeit!) in 15 Versen zusammen.
Zu Lebzeiten bereits als Tragödienschriftsteller bekannt, wurde er später von Johann Christoph Gottsched höher eingeschätzt als Daniel Casper von Lohenstein. Friedrich Ludewig Bouterweck und August Vilmar würdigten ihn als Vater des deutschen Dramas. Wenngleich das barocke Drama spätestens durch die Lessingschen Dramatik nahezu restlos von den Theaterbühnen verdrängt wurde, so wurde der Theaterdichter Gryphius in der Literaturwissenschaft weiterhin hoch geschätzt.
Seine Gedichte blieben nicht zuletzt wegen ihrer hohen rhetorischen Sprachkunst zumindest Dichtern wie Friedrich Gottlieb Klopstock noch bekannt, gewannen jedoch erst Anfang des 20. Jahrhunderts an Beachtung. Einerseits lag dies in der vielfältig motivierten Abwertung der Barocklyrik im 18. Jahrhundert, andererseits an der ästhetischen, einer besonders durch die goethesche Epoche geprägten Rezeption von Gedichten wie dem Fortschrittsglauben. Erst Victor Manheimers Monographie Die Lyrik des Andreas Gryphius wie das Interesse der Naturalisten (Richard Dehmel, Arno Holz) und Symbolisten (Rudolf Borchardt, Karl Wolfskehl) an der Literatur des Barocks führte zu einer neuen Wendung in der wissenschaftlichen Auseinandersetzung mit der Barockdichtung.  Obgleich der Dichtung um die Jahrhundertwende und dem Expressionismus, hier besonders wegen der Metaphorik und Bildlichkeit, ein Bezug zur Barockdichtung attestiert wurde, lässt sich keine breite Aufnahme von Gryphius’ Lyrik nachweisen. Erst nach dem Zweiten Weltkrieg gewannen seine Gedichte, die teilweise als Echo der Vergangenheit und somit Vergegenwärtigung historischer Schrecken gelesen wurden, an Popularität.
Der amerikanische Komponist Philip Glass übernahm für das Libretto seiner Oper Kepler einige Gedichte aus Gryphius’ Werk.

### Die Gryphius-Büste am Stadttheater
An seinem 200. Todestag wurde Gryphius in Glogau ein Denkmal errichtet. Eine von Bildhauer Hermann Michaelis modellierte Sandsteinbüste in 2½-facher Lebensgröße fand ihren Platz in einer großzügigen Nische über der Freitreppe zum Schauspielhaus.